# Múmia de Hornedjitef

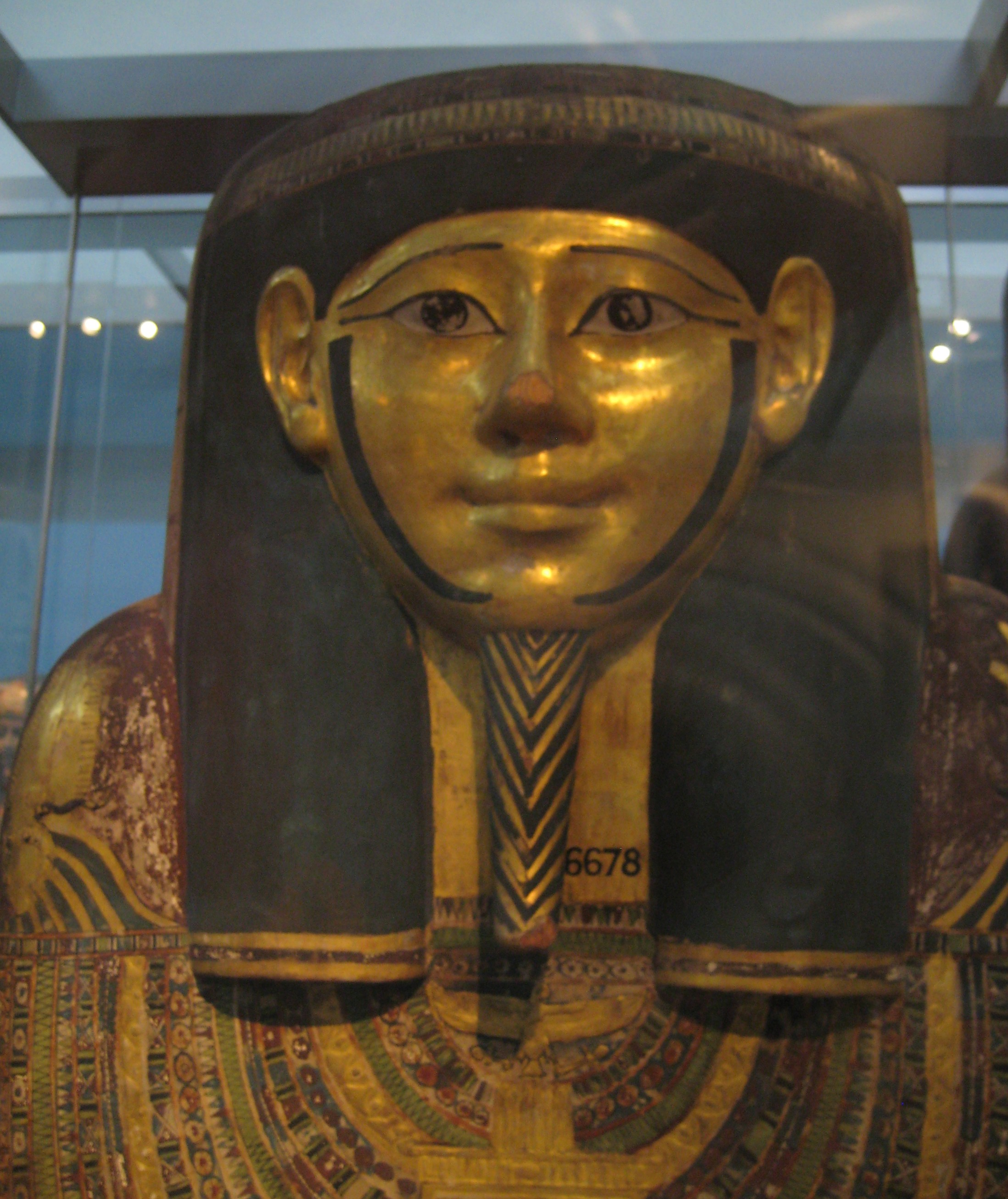
A parte superior do sarcófago de Hornedjitef.

Hornedjitef foi um sacerdote do Egito Antigo atuando no Recinto de Amon-Rá de Carnaque durante o reinado do faraó Ptolomeu III (246-222 a.C).  Ele ficou conhecido por seus elaborados esquifes, máscaras para múmia e múmia, que datam da Dinastia Ptolemaica (cerca de 220 a.C) e foram escavados em El-Asasif, Tebas, no Egito e estão no Museu Britânico.  Esses objetos relacionados a Hornedjitef foram escolhidos como o primeiro dos cem itens selecionados pelo diretor do Museu Britânico Neil MacGregor para apresentação na série radiofônica da BBC Radio 4 “A History of the World in 100 Objects .
Junto com seus sarcófagos, invólucros de múmia, máscaras de múmia e múmias, o túmulo de Hornedjitef continha itens como um papiro do Livro dos Mortos  and a painted wooden figure of Ptah-Sokar-Osiris.